# José Manuel Garcia Cordeiro

Wappen von José Manuel Garcia Cordeiro

Wappen von José Manuel Garcia Cordeiro als Bischof von Bragança-Miranda

José Manuel Garcia Cordeiro (* 29. Mai 1967 in Seles, Angola) ist ein portugiesischer Geistlicher und römisch-katholischer Erzbischof von Braga.

## Leben
José Manuel Garcia Cordeiro empfing am 16. Juni 1991 die Priesterweihe.
Papst Benedikt XVI. ernannte ihn am 18. Juli 2011 zum Bischof von Bragança-Miranda. Die Bischofsweihe spendete ihm der Patriarch von Lissabon, José da Cruz Kardinal Policarpo, am 2. Oktober desselben Jahres; Mitkonsekratoren waren die emeritierten Bischöfe von Bragança-Miranda, António Montes Moreira OFM und António José Rafael. Am 28. Oktober 2016 berief ihn Papst Franziskus zudem zum Mitglied der Kongregation für den Gottesdienst und die Sakramentenordnung.
Papst Franziskus bestellte ihn am 3. Dezember 2021 zum Erzbischof von Braga und somit zum römisch-katholischen Primas von Portugal. Die Amtseinführung erfolgte am 13. Februar 2022.